# Waleri Wladimirowitsch Pankow
Waleri Wladimirowitsch Pankow (russisch Валерий Владимирович Панков, wiss. Transliteration Valerij Vladimirovič Pankov; * 7. Mai 1980 in Moskau, RSFSR, Sowjetunion) ist ein russischer Theater- und Filmschauspieler.

## Leben
Pankow wurde am 7. Mai 1980 in Moskau geboren. 1997 trat er der Fakultät für Schauspiel der nach Michail Semjonowitsch Schtschepkin benannten Höheren Theaterschule bei. 2001 wurde er nach seinem erfolgreichen Abschluss an der Theaterschule in das Ensemble des Moskauer Theaters „Et Cetera“ aufgenommen. Seit 2012 ist er als Bühnendarsteller am Moskauer Dramatheater tätig.
Sein Filmdebüt gab Pankow im Film Zhizn' prodolzhayetsya aus dem Jahr 2002. Seitdem tritt er in unregelmäßigen Abständen in verschiedenen Fernseh- und Filmproduktionen in Erscheinung. 2019 übernahm er die Rolle des Lehrers Viktor Sergeevich im Horrorfilm Queen of Spades – Through the Looking Glass.

## Filmografie (Auswahl)
- 2002: Zhizn' prodolzhayetsya (Жизнь продолжается)
- 2012: Sleduyuschiy (Следующий) (Kurzfilm)
- 2014: Skoraya pomoshch (Скорая помощь) (Fernsehserie)
- 2016: Detective Anna (Anna-detektiv/Анна-детективъ) (Fernsehserie, Episode 1x02)
- 2017: Spider (Pauk/Паук) (Fernsehserie, 2 Episoden)
- 2017: The Ivanovs vs. The Ivanovs (Ivanov-Ivanov/Ивановы-Ивановы) (Fernsehserie, 4 Episoden)
- 2018: Po tu storonu smerti (По ту сторону смерти) (Fernsehserie, Episode 1x01)
- 2018: Lyubov po prikazu (Любовь по приказу) (Fernsehserie)
- 2019: Queen of Spades – Through the Looking Glass (Pikovaya dama. Zazerkale/Пиковая дама: Зазеркалье)
- 2020: Parents (Committee Rodkom/Родком) (Fernsehserie, 2 Episoden)